# Стрибки з трампліна на зимових Олімпійських іграх 1976
Змагання зі стрибків з трампліна на зимових Олімпійських іграх 1976 тривали з 7 до 15 лютого на трампліні Бергізель (великий трамплін) і в місті Зеефельд (нормальний трамплін) (Австрія). Розіграно два комплекти нагород.

## Чемпіони та призери

### Таблиця медалей
| Місце              | Країна             | Золото | Срібло | Бронза | Загалом |
| ------------------ | ------------------ | ------ | ------ | ------ | ------- |
| 1                  | Австрія (AUT)      | 1      | 1      | 1      | 3       |
| 1                  | НДР (GDR)          | 1      | 1      | 1      | 3       |
| Загалом (2 збірні) | Загалом (2 збірні) | 2      | 2      | 2      | 6       |

### Види програми
| Дисципліна          | Золото                   | Золото | Срібло                 | Срібло | Бронза                | Бронза |
| ------------------- | ------------------------ | ------ | ---------------------- | ------ | --------------------- | ------ |
| Нормальний трамплін | Ганс-Ґеорґ Ашенбах · НДР | 252.0  | Йохен Даннеберґ · НДР  | 246.2  | Карл Шнабль · Австрія | 242.0  |
| Великий трамплін    | Карл Шнабль · Австрія    | 234.8  | Тоні Іннауер · Австрія | 232.9  | Генрі Ґлас · НДР      | 221.7  |

## Країни-учасниці
У змаганнях зі стрибків з трампліна на Олімпійських іграх в Інсбруку взяли участь спортсмени 15-ти країн.
- Австрія (5)
- Канада (4)
- Фінляндія (4)
- Західна Німеччина (2)
- НДР (4)
- Італія (4)
- Японія (5)
- Норвегія (4)
- Польща (5)
- Швейцарія (4)
- Швеція (2)
- Чехословаччина (5)
- СРСР (4)
- США (6)
- Югославія (4)